# Рюссельсгайм-ам-Майн
Рюссельсгайм-ам-Майн (нім. Rüsselsheim am Main) — місто в Німеччині, знаходиться в землі Гессен. Підпорядковується адміністративному округу Дармштадт. Входить до складу району Грос-Герау. Рюссельсхайм розташований у нижній течії річки Майн, лише за кілька кілометрів до її впадіння в Рейн.
Патрік Бургардт (ХДС) є мером міста Рюссельсхайм з 2024 року.
У Рюссельсгаймі розташована штаб-квартира Opel.
У серпні 1944 року завод Opel у Рюссельсгаймі був зруйнований під час бомбардування авіацією Великої Британії та США.
Площа — 58,3 км2. Населення становить 65 972 ос. (станом на 31 грудня 2020).

## Міста-побратими
- Евре, Франція (1961)
- Регбі, Велика Британія (1977)
- Варкаус, Фінляндія (1979)
- Кечкемет, Угорщина (1991)

## Відомі особистості
В поселенні народився:
- Адам Опель (1837 — 1895) — засновник компанії Opel
- Карлос Марін (1968 — 2021) — Іспанська співачка

## Галерея

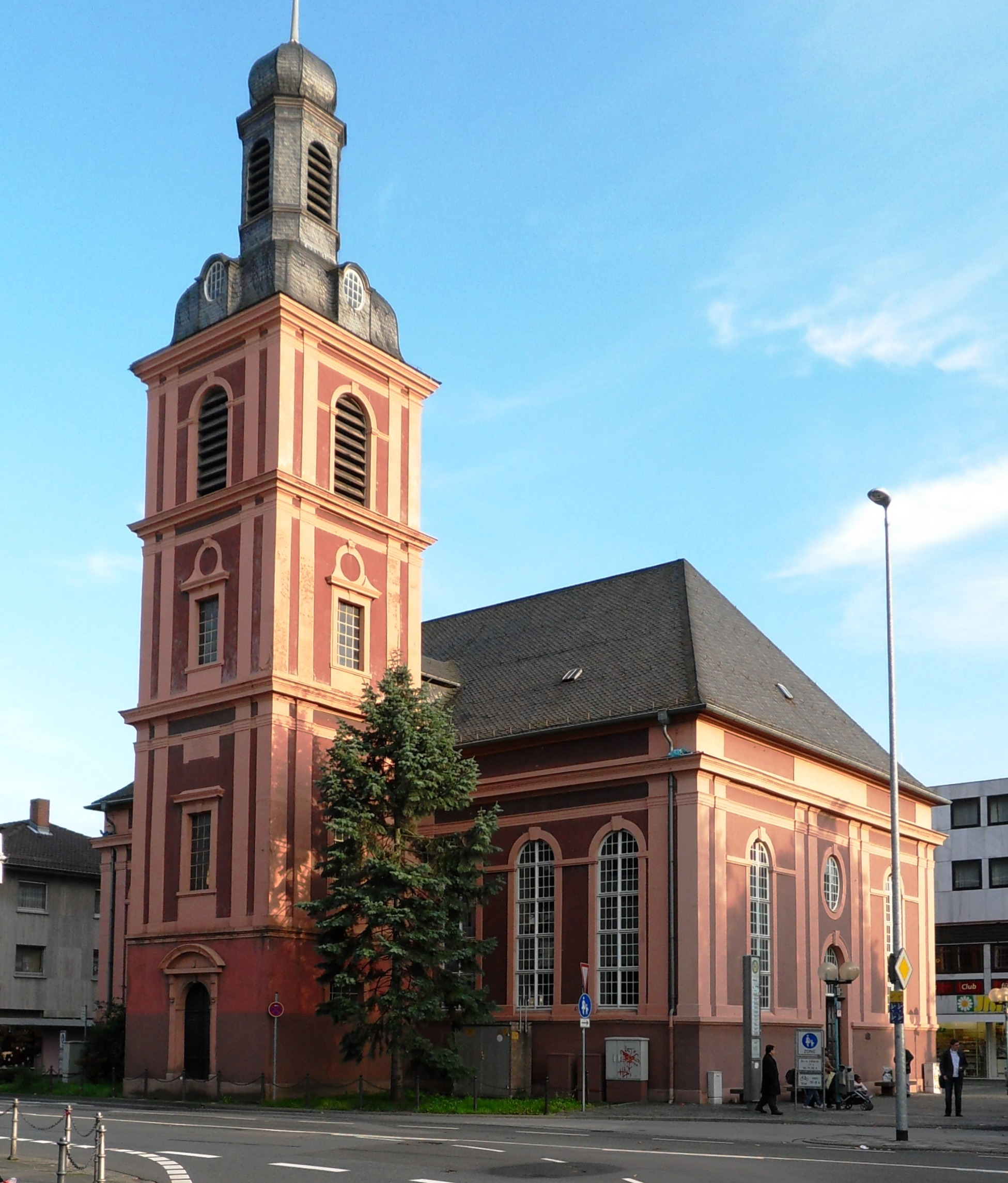
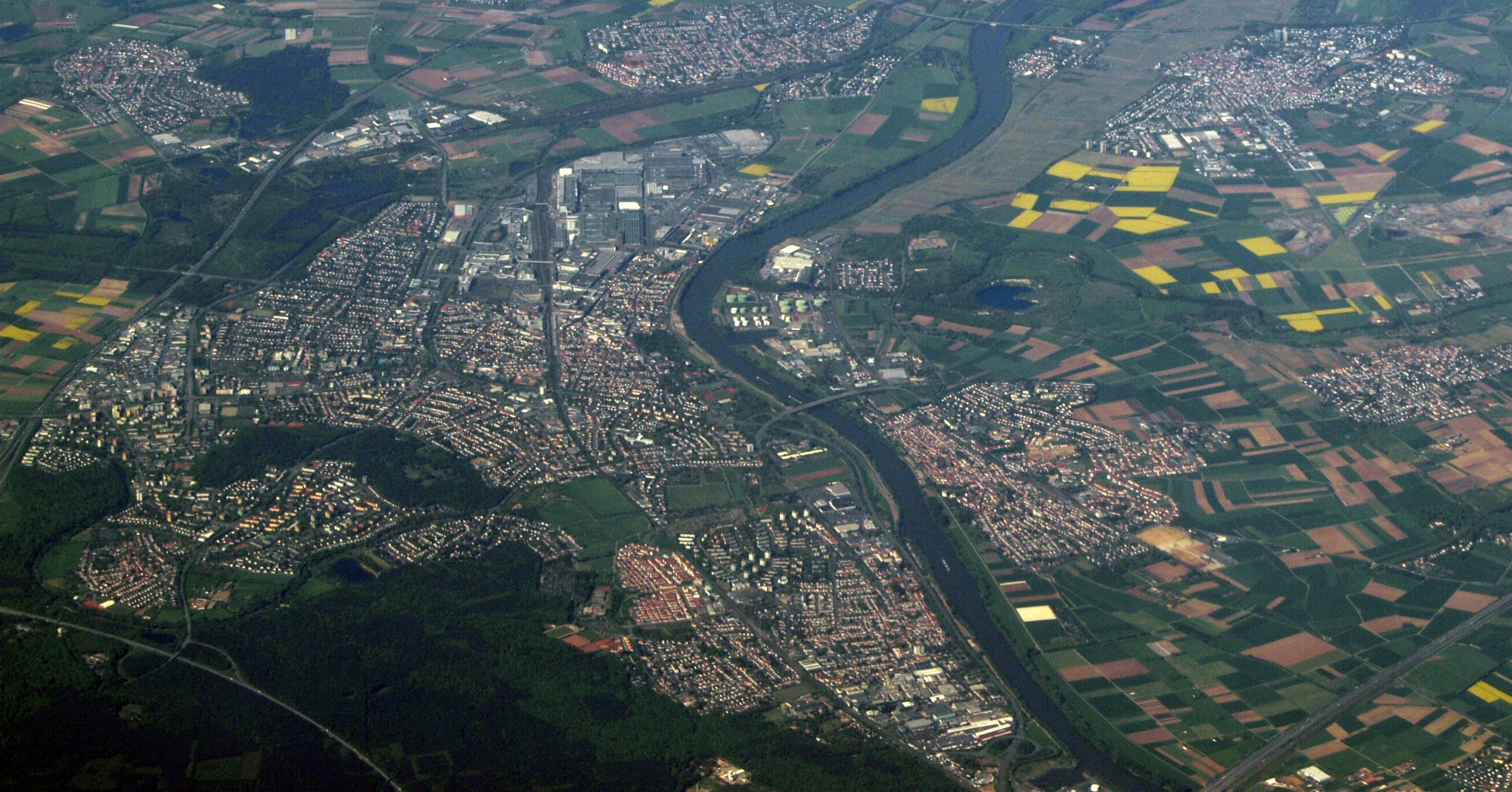
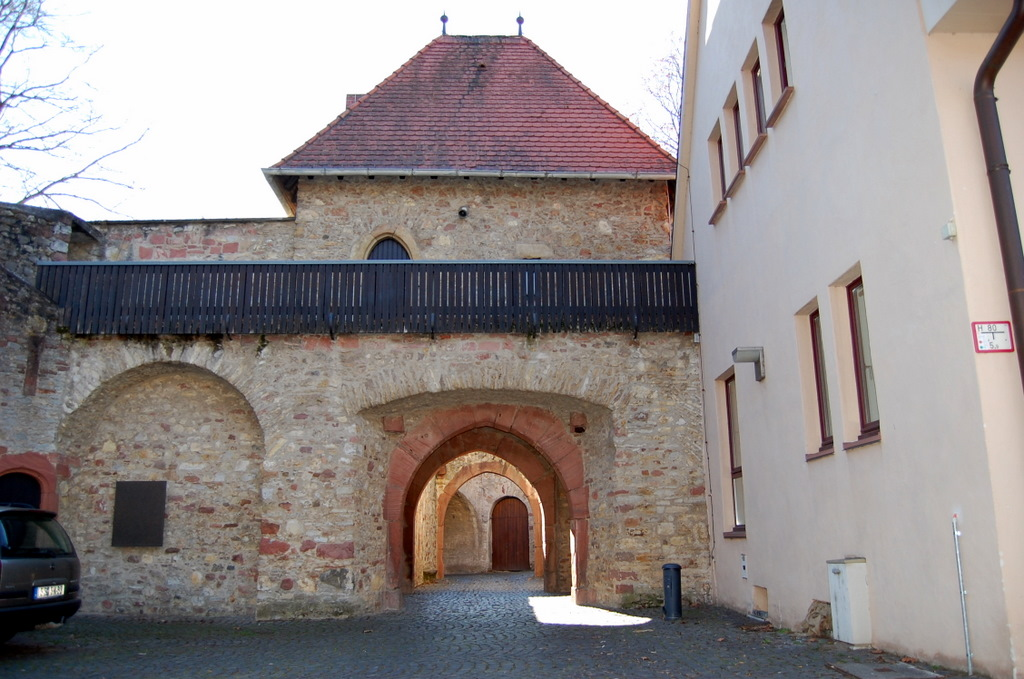
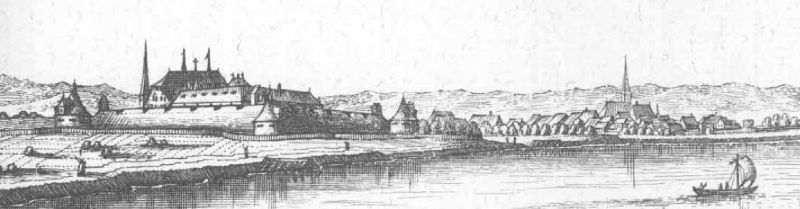
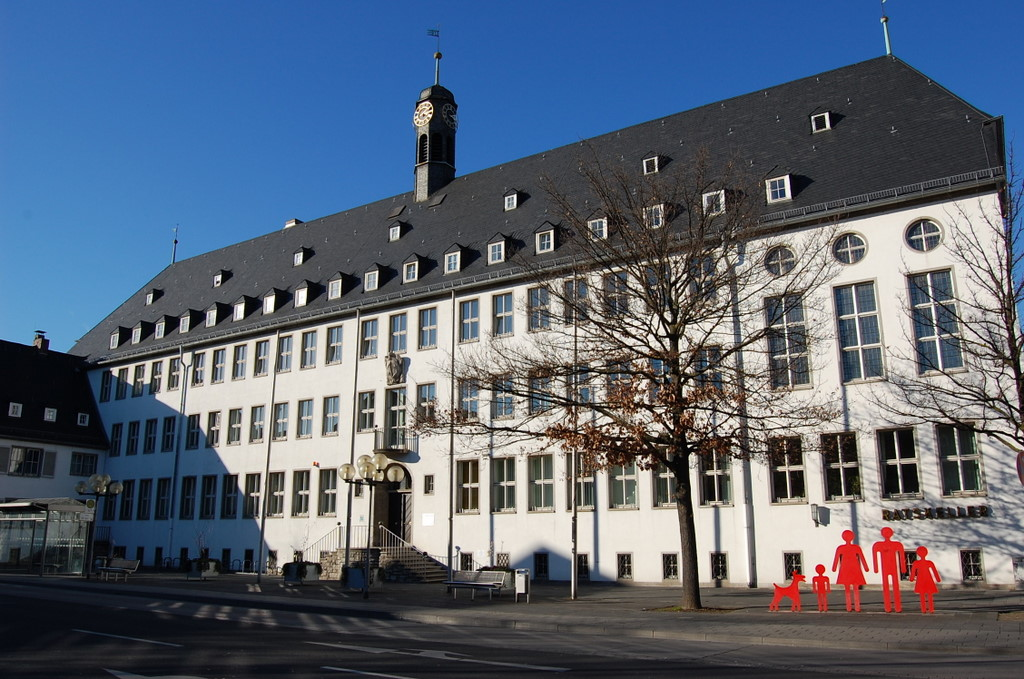
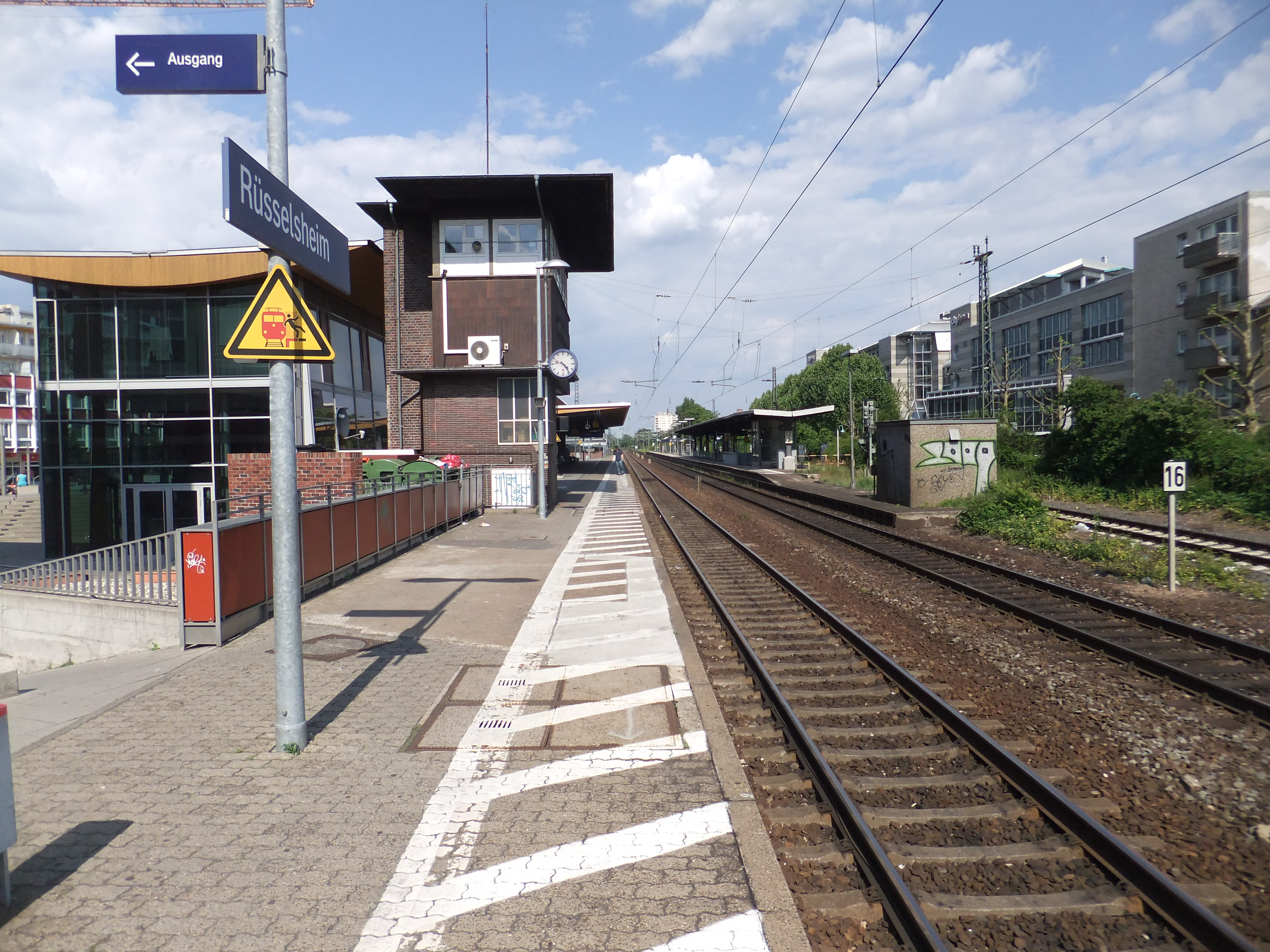